# Confrérie de la Charité
La confrérie de la Charité, aussi dénommée confrérie de Notre-Dame de la Charité voire confrérie de l'Esclavage de Notre-Dame de la Charité au XVIIe siècle (leurs membres souhaitant à l'époque se rendre moralement « esclaves » de sainte Marie), est une organisation humanitaire fondée à Paris en 1665.

## Origines
Elle a réuni à son origine des laïcs désireux d'apporter de l'aide aux pauvres et aux malades, en collaborant avec les religieux de l'ordre des Hospitaliers de Saint-Jean-de-Dieu fondé en 1537 par saint Jean de Dieu.
Elle constituait une sorte de tiers-ordre de ces Frères hospitaliers.  
Sa création fut approuvée par le pape Alexandre VII en 1665.
Ces membres visitaient notamment les malades de l'hôpital de la Charité construit rue des Saints-Pères dans la première moitié du XVIIe siècle (détruit en 1935). Cet hôpital de la Charité reçoit plus de deux cents malades souffrant de fièvres putrides et malignes, et de maladies chirurgicales. 
Saint Vincent de Paul vint aussi y visiter les malades et « les Filles de la Charité », nom qu'il donne à l’Ordre des Religieuses qu'il fonde pour le soulagement des malades, n'est pas sans rappeler celui des Frères de saint Jean de Dieu, connu dans la France de l'Ancien Régime sous le nom de Frères de la Charité.

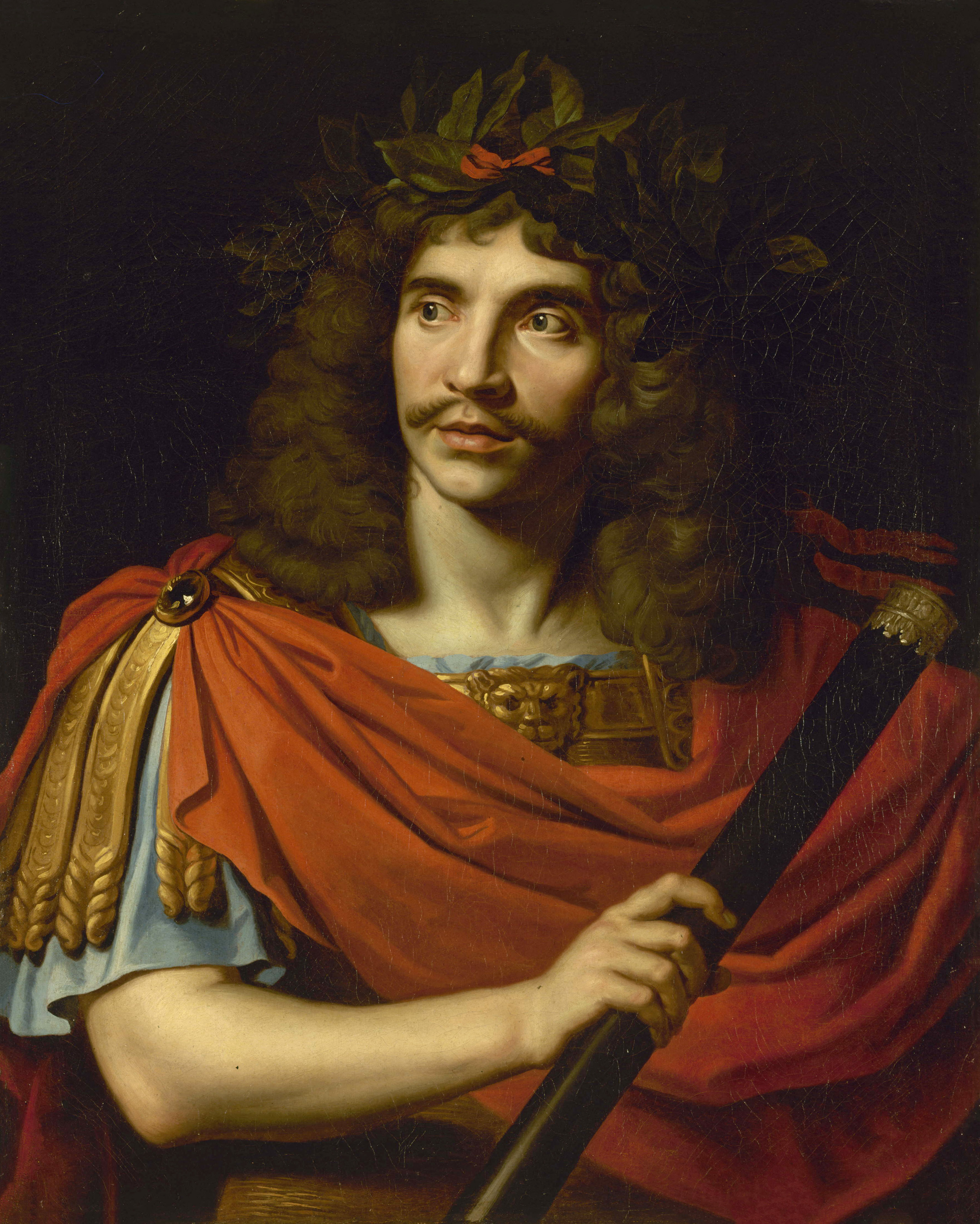
Molière, qui fut un membre actif de la confrérie de Paris.

## Anecdote
Molière en fut un membre très actif, rendant de nombreuses visites aux malades et aux pauvres. 
Il composa aussi pour la confrérie ces vers :
Brisez les tristes fers du honteux esclavage

Où vous tient du péché le commerce odieux,

Et venez recevoir le glorieux servage

Que vous tendent les mains de la Reine des Cieux.  

L'un sur vous à vos sens donne pleine victoire,

L'autre sur vos désirs vous fait régner en rois;

L'un vous tire aux Enfers et l'autre dans la gloire.

Hélas! peut-on, Mortels, balancer sur ce choix ?